# Oiseau parleur
Un oiseau parleur est un oiseau qui peut imiter le langage parlé, sans qu'on sache s'il s'agit d'une compréhension cognitive du langage.
Les oiseaux ont des capacités langagières diverses : certains, comme les corvidés, sont en mesure d'imiter seulement quelques mots et phrases, alors que les perruches ondulées ont un vocabulaire de près de 2 000 mots. Le mainate religieux est connu pour sa capacité à parler et son parent, l'étourneau sansonnet, est aussi un adepte de l'imitation. Des cacatoès sauvages, en Australie, ont appris à parler par transmission culturelle d'ex-oiseaux captifs qui ont intégré le troupeau.
La première mention d'un oiseau qui parle vient du savant Ctésias, au Ve siècle av. J.-C. L'oiseau, qu'il a appelé Bittacus, peut avoir été une perruche à tête prune,.
Dépourvus de cordes vocales, les oiseaux parleurs utilisent les muscles et membranes de leur gorge, en particulier leur syrinx.